# Strimgräsfågel
Strimgräsfågel (Megalurus palustris) är en asiatisk fågel i familjen gräsfåglar inom ordningen tättingar. Den är störst i familjen med en lång, kilformad stjärt. Arten har en vid utbredning från Pakistan till Filippinerna i öster och Java i Inondesien i sydost. IUCN kategoriserar den som livskraftig.

## Utseende
Strimgräsfågel är största arten i familjen med en kroppslängd på hela 25 centimeter. Den har streckad ovansida, fint streckat bröst och lång, kilformad stjärt. Jämfört med liknande borstgräsfågeln har den längre och tunnare näbb samt tydligare ögonbrynsstreck.

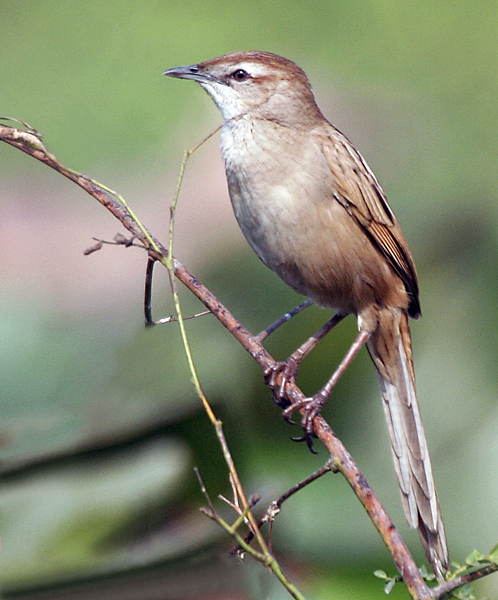
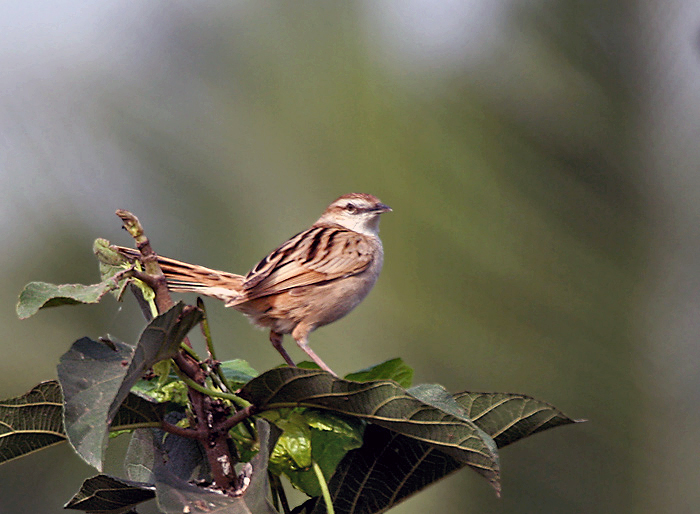
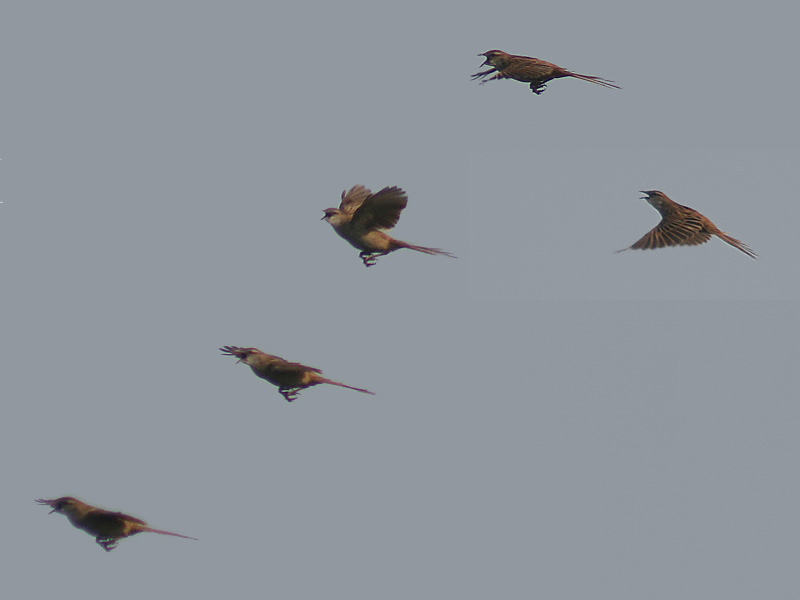

## Utbredning och systematik
Strimgräsfågel har en vidsträckt utbredning i södra och sydöstra Asien. Den delas in i tre underarter med följande utbredning:
- Megalurus palustris toklao – förekommer från Pakistan till Indien, södra Kina, södra Myanmar, Thailand och Indokina
- Megalurus palustris forbesi – förekommer på Filippinerna (Luzon, Mindoro, Panay, Samar och Mindanao)
- Megalurus palustris palustris – förekommer på Borneo och Java

Arten är huvudsakligen stannfågel.

### Släktskap
Tidigare delade strimgräsfågeln släkte med ett antal övervägande australiska gräsfåglar. Dessa har dock visat sig vara relativt avlägset släkt och strimgräsfågeln är numera ensam art i Megalurus. Genetiska studier från 2018 visar att arten troligen tillhör en grupp gräsfåglar där de asiatiska arterna ceylongräsfågel, borstgräsfågel och indisk gräsfågel ingår, men även afrikanska arter som solfjädersgräsfågeln och gräsfåglar i Bradypterus.

### Familjetillhörighet
Gräsfåglarna behandlades tidigare som en del av den stora familjen sångare (Sylviidae). Genetiska studier har dock visat att sångarna inte är varandras närmaste släktingar. Istället är de en del av en klad som även omfattar timalior, lärkor, bulbyler, stjärtmesar och svalor. Idag delas därför Sylviidae upp i ett flertal familjer, däribland Locustellidae.

## Levnadssätt
Strimgräsfågeln påträffas i högväxta fuktiga gräsmarker, vassbälten och stånd med tamarisk. Den lever av små ryggradslösa djur som spindlar och olika sorters insekter och dess larver. Fågeln häckar i början av regnperioden mellan april och juli i Indien, men i Filippinerna året runt.

## Status
Artens population har inte uppskattats och dess populationstrend är okänd, men utbredningsområdet är stort. Internationella naturvårdsunionen IUCN anser inte att den är hotad och placerar den därför i kategorin livskraftig. Den beskrivs som lokalt vanlig.